# Kolonnekørsel
Kolonnekørsel kan beskrives som en række køretøjer, der bevæger sig med samme hastighed og afstand mellem sig fra et sted til et andet, i nogle tilfælde efter bestemmelser givet af myndigheder. Dette gælder sædvanligvis militære kæretøjer under gruppevis forflytning med mere end fire køretøjer eller for civil trafik under særlige omstændigheder.
Kolonnekørsel forekommer blandt andet om vinteren, når vejret er for dårligt til at holde vejen åben permanent i fuld bredde. I Norge og Sverige benytter man kolonnekørsel om vinteren over fjeldpassager, hvor man venter til at nok køretøjer har samlet sig, for derefter at følge snerydningskøretøjet til nærmeste åbne vej. Kolonnekørsel kan også benyttes ved vejarbejde og større trafikulykker.
Kolonnekørsel bruges også af motorcyklister når de kører samlet i flok. Det kan være i forbindelse med træf eller klubture, hvor der ofte køres fællestur.
| Trafik | Spire Denne trafikartikel er en spire som bør udbygges. Du er velkommen til at hjælpe Wikipedia ved at udvide den. |